# Eriphus rubellus
Eriphus rubellus là một loài bọ cánh cứng trong họ Cerambycidae.